# Libomont
Libomont est un hameau belge situé dans les cantons de l'Est sur le territoire de la commune de Waimes en province de Liège. 
Avant la fusion des communes de 1977, Libomont faisait déjà partie de la commune de Waimes.

## Situation
Ce hameau ardennais se situe sur le versant nord de la vallée de la Warchenne entre les localités de Boussire (commune de Malmedy), Bruyères et Waimes. La colline de Hokgné culminant à 596 m d'altitude se trouve au nord du hameau.

## Activités
Au sud-ouest du hameau, se trouvent les importantes carrières de la Warchenne où sont extraits des moellons de grès.

## Source et lien externe
- Histoire de Libomont